# Formula One Arcade
Formula One Arcade est un jeu vidéo de course de Formule 1 développé par Studio 33 et édité par Sony Computer Entertainment Europe, sorti en Europe le 17 juillet 2002 sur PlayStation. C'est le septième jeu de la série Formula One, et le dernier à être sorti sur PlayStation.

## Système de jeu
Formula One Arcade possède la licence officielle FIA du Championnat du monde de Formule 1 2001. Sa sortie s'inscrit dans un contexte où la PS One, la console d'entrée de gamme de Sony, s'adresse à un public plus jeune qu'auparavant. Le jeu est donc conçu pour être simple et rapide à prendre en main.